# Hylaea grisearia
Hylaea grisearia är en fjärilsart som beskrevs av Fuchs 1877. Hylaea grisearia ingår i släktet Hylaea och familjen mätare. Inga underarter finns listade i Catalogue of Life.